# Kanzel (Kochel am See)

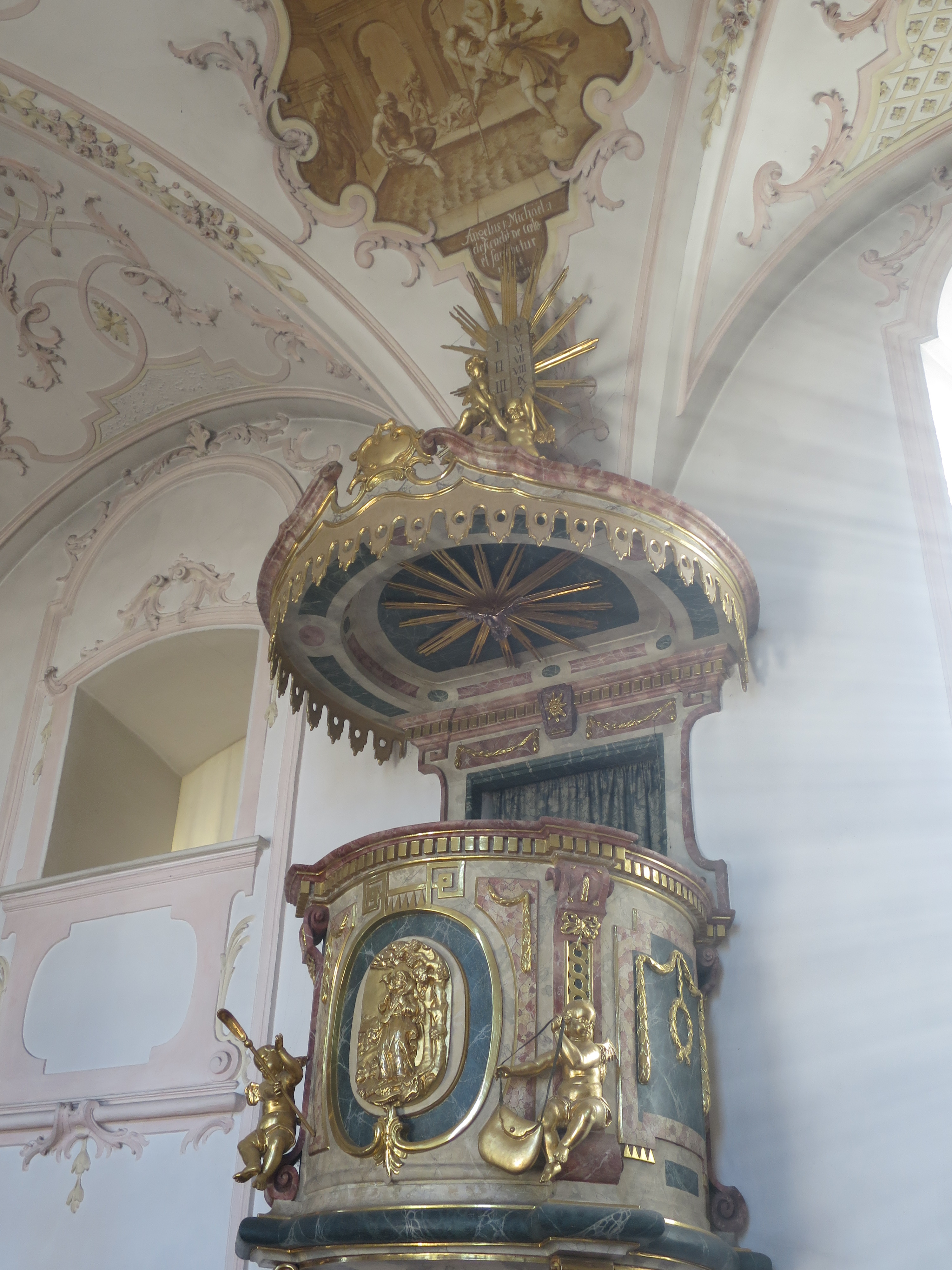
Kanzel in Kochel am See

Die Kanzel in der katholischen Pfarrkirche St. Michael in Kochel am See, einer Gemeinde im oberbayerischen Landkreis Bad Tölz-Wolfratshausen, wurde um 1780 geschaffen. Die Kanzel ist ein Teil der als Baudenkmal geschützten Kirchenausstattung.
Die hölzerne Kanzel im Stil des Klassizismus stammt aus der im Zuge der Säkularisation im Jahr 1805 abgebrochenen Pfarrkirche von Benediktbeuern.
Am Kanzelkorb ist ein Relief des Guten Hirten angebracht. Auf den Voluten sitzen Posaunenengel.
Der runde Schalldeckel mit Sprenggiebel wird von den Gesetzestafeln bekrönt, an der Unterseite ist die Heiliggeisttaube zu sehen.